# Demirciobası, Sarıyahşi
Demirciobası là một xã thuộc huyện Sarıyahşi, tỉnh Aksaray, Thổ Nhĩ Kỳ. Dân số thời điểm năm 2010 là 184 người.